# Adept Quattro
L'Adept Quattro est le robot industriel doté de quatre bras. Il peut manipuler jusqu'à 240 pièces par minute et atteint des accélérations de 200 mètres par seconde carrée pour des charges allant jusqu'à deux kilogrammes
Il est destiné à toutes les applications où l'on souhaite déplacer des objets et les conditionner, particulièrement dans les secteurs de l'agroalimentaire, de la santé et de la beauté, ainsi que de l'électronique

## Histoire
L'Adept Quattro a été conçu par le Laboratoire d'informatique, de robotique et de micro-électronique de Montpellier (LIRMM) et de la fondation espagnole Fatronik en 2007 après six ans de recherche associé.
Les chercheurs ont imaginé une solution à la fois innovante et compatible avec les contraintes de l'industrie. Innovante de par la forme générale du robot : il comporte quatre bras manipulateurs d'ergonomie différente de celle du bras unique classique, plus proche du bras humain. Les chercheurs ont notamment réalisé des calculs d'optimisation de la dimension de chaque composant pour obtenir une accélération maximale. Leur solution est adaptée aux contraintes de l'industrie grâce au système de commande du robot, qui limite les vibrations et, ainsi, le temps nécessaire au robot pour déposer une pièce à un endroit précis.
Résultat : le prototype peut manipuler 240 pièces par minute et atteint des accélérations de 200 mètres par seconde carrée avec des charges de deux kilogrammes, contre 100 mètres par seconde carrée et un kilogramme pour les robots actuels.